# Недоточин, Михаил
Михаил Недоточин (1897, Варшава, Российская империя — 1957, Бавария, Германия) — участник Первой мировой и Гражданской войн, католический и православный священник, участник Русского апостолата, выпускник Руссикума, настоятель русского католического прихода Святого апостола Андрея в Эль Сегундо, штат Калифорния, США, руководитель миссии среди молокан, узник репрессий НКВД в Литовской ССР, содержался в Лагерях Ди Пи в Италии и Германии, клирик РПЦЗ.

## Биография
Родился в семье русского офицера в Варшаве, окончил Кадетский корпус, учился на физико-математическом факультете Императорского Санкт-Петербургского университета
В период Первой мировой войны служил в Лейб-гвардии Преображенском полку, воевал на Румынском фронте. Участвовал в Гражданской войне в России, был в Армии Колчака.
В эмиграции жил в Маньчжурии, где в Апостольском экзархате Харбина принял католичество в 1928 году.
В 1929 году поступил учиться в Руссикум, Италия, был среди студентов первого набора.
В 1935 году посвящен в сан священника, направлен в Сан-Франциско, США. Работал в Миссии среди русских молокан, основал Приход святого Андрея Первозванного в Эль Сегундо, Калифорния.
В 1937 году в приложении к журналу «Церковный Голос» опубликовал брошюру «Авторитет и Соборность».
В 1939 году переведен во Францию, служил в Приходе Святой Троицы в Париже, где совершил обряд погребения над писателем Владиславом Ходасевичем.
По просьбе доминиканцев направлен в Литву, где возглавил миссию после отъезда в Рим в 1939 году епископа Петра Бучиса был арестован НКВД, подвергся репрессиям, в 1941 году во время немецкой оккупации депортирован в Италию, находился в лагере для Ди Пи, был в английской зоне.
Освобожден по ходатайству РПЦЗ, к иерархии которой обратился с письмом, принят в юрисдикцию и направлен в Мюнхенское викариатство.
Вернулся в католичество, поступил на покаяние в Бенедиктинское аббатство в Нидералтайх, где провел последние годы.

## Сочинения
- Недоточин М. Авторитет и Соборность. St. Procopius Abbey, 5601 College Road, Lisle, Illinois 60532: Церковный Голос, 1937.
- Недоточин М. Хроника: Заметки Русской Духовной Академии в Риме // Наш приход, № 2, 5, 11, 1936.